# 2022年ロシアのウクライナ侵攻におけるウクライナ児童の拉致の申し立て
2022年ロシアのウクライナ侵攻におけるウクライナ児童の拉致の申し立て（2022ねん ロシア の ウクライナしんこう における ウクライナじどう の らち の もうしたて）では、2022年ロシアのウクライナ侵攻の際に起こったとされるウクライナの子どもたちの拉致およびロシアへの国外移送について述べる。
拉致された子供たちはロシア国籍を与えられた上、強制的に養子縁組させられており、ウクライナで両親と再会することは困難になっている。複数の国際機関やメディアのジャーナリストによる調査により、児童拉致の証拠が集められている。
国際連合は児童拉致の主張は信憑性があるとしており、ウクライナの子どもの国外移送が戦争犯罪にあたるとしている。
ロシアへ連れ去られたウクライナの子どもたちは推計1,000人から 30万人に上っている。また、ウクライナの検事当局によれば、800人近いウクライナ人の子どもたちが強制移送中に死亡または行方不明になったとしている。集団の児童を強制移送することはジェノサイド条約におけるジェノサイドに該当する。ウクライナの子どもたちはロシアへ拉致され、プロパガンダに利用されたり、ウクライナの孤児のサマーキャンプに参加させられたり、ロシアへの愛国教育を施されたりしつつ、ロシアの市民権と養親を授け与えられて、ロシア化させられており、ウクライナ人としてのアイデンティティを消し去ることを目的としている場合にジェノサイドとみなされる可能性がある。また、拉致された児童の両親はロシアの当局に逮捕されたり、侵攻により殺されたり、戦争で子どもと引き離されたりしている。
国際刑事裁判所 (ICC) はロシアでの強制的な養子縁組を促進する法律を制定するなどし、違法な子供らの連れ去りに関与したとして、3月17日にロシアよウラジーミル・プーチン連邦大統領と児童権利委員会のマリア・リヴォワ＝ベロワ委員に逮捕状を発行している。

## 概要

### 児童の拉致
拉致された児童の多くがヘルソン州、ザポリージャ州、ドネツク州、ルガンスク州、ハリコフ州、ムィコラーイウ州といったウクライナ南東部において拉致されている。
中には紛争地帯を逃れる間に親とはぐれ、親がろ過収容所に収容された後に拉致された児童もいる。
また、孤児院やグループホーム、介護施設、病院、寄宿舎といったウクライナの国家施設からも多くの児童が拉致されている。ウクライナ当局は様々な理由で子どもの世話が困難な親をもつ、いわゆる「社会的孤児」の子どもが国の施設で一時的または恒久的に保護を受けることを奨励しており、国の施設で暮らす90%以上の児童が社会的孤児であった。 国連は侵攻開始以前に9万人の子供たちが国の住宅や施設で暮らしていたと推定しており、両親のいる子どもか孤児であるかは関係なしに侵攻中の拉致が戦争犯罪を構成する可能性が高いとしている。

### 再教育キャンプ
2022年にロシア政府はロシアとロシア占領下のクリミアに少なくとも43の児童キャンプによる大規模な子どもの受け入れ態勢を構築した。このキャンプの主目的はロシア政府の文化的、歴史的、社会的な観点をウクライナの子どもたちに植え付けて、ロシアの姿勢に組み入れることと思われるとイェール大学公衆衛生大学院の人道研究室は報告している。キャンプの子どもたちはロシアのプロパガンダや銃器訓練などの軍事教育によるロシア化の対象となり、ロシアの大学に進学するよう仕向けられたロシアの教育体系に則った教育を受けている。これらのキャンプには、ロシア連邦政府のみならず、地方の自治体もキャンプの運営に関与しており、ロシアの占領当局、ロシアの市民社会や民間の業者もキャンプを支援している。また、ロシアのカリキュラムを採用していない学校に通わせている親には、親の権利を剥奪すると脅迫された事例もあった。
ロシアが占領した地域の親はロシア側の当局から子供たちをいわゆる「サマー・キャンプ」（実態は再教育キャンプ）に送って戦火から子どもを離れさせるように奨励または強制されている。戦火から逃れさせてより良い暮らしを送らせる機会や無料の旅に行かせる機会と考えて子どもを送り出すことに同意した親もいれば、圧力を受けてやむなく子どもを送り出すことに同意した親もいた。最終的に再教育キャンプの子どもたちはロシアで養子縁組されたり、里親に預けられたりしている。子どものサマーキャンプに同意した親の多くは経済的に困窮していた。サマーキャンプに無期限に収容された子供もいれば、数週間から数か月の遅れで親の元に戻された子供もいる。サマーキャンプでは、保護者への子どもたちの様子などの情報提供が拒否されている。サマーキャンプで、子どもたちはロシアへの忠誠心を育むように再教育される。
少なくとも6,000人のウクライナ人児童がキャンプに参加しており、公的な記録や衛星画像の分析によって実際にキャンプに参加している児童がさらに多いことが示されている。　

### 養子縁組
ロシアの法律では、他国籍の児童の母国の同意なしにロシア市民が養子縁組を行うことを禁じていたが、2022年の5月にウラジーミル・プーチンロシア連邦大統領はウクライナの子どもにロシア国籍を与え、ロシア人家庭への恒久的な養子縁組を促進する法令に署名した。この法令は拉致された子どもがウクライナの家族と再会することやウクライナに帰国することの法的な障害となる。
ロシア政府はウクライナの子どもを養子にすることができるロシア人家庭の登録簿の作成や、ドンバス出身のウクライナ人児童との養子縁組を望むロシア人家庭のためのホットラインの開設を行った。児童権利委員会のマリア・リヴォワ＝ベロワはロシアおよびロシアによる占領地の家庭への受け入れシステムの改善のためにウクライナ人孤児のデータベースを作成し、養子縁組のプロセスを体系化することへの希望を表明した。

### 児童虐待
ウクライナにおける国連調査委員会が入手した目撃者の証言によれば、劣悪な生活環境に置かれたり、不適切な世話を受けたり、日常的に暴言を受けたりしている子どももいるという。また、ウクライナ政府はロシアで性的搾取を受けた子どももいると主張している。

#### プロパガンダ
ロシア側のナラティブでは、ウクライナの捨て子が寛大なロシアによって戦争の惨禍から救い出されていると喧伝されており、ウクライナでの子どもの拉致はプーチン政権によるウクライナをロシアの一部と位置づけ、侵攻を正当化して戦争への支持を高めようとするプロパガンダの一部としている。ロシア国営テレビはロシア当局者が拉致した児童にテディベアを手渡す映像を放映し、またドネツクの当局者は拉致した児童に贈り物を手渡すイベントに記者を招待している。

#### ウクライナへの帰還とウクライナの家族との再会の防止
ウクライナの子どもの親のほとんどが子どもとの再会を望んでいる（経済的事情がある場合や侵攻以前から疎遠になっていた場合は再会を望まない親もいる）。ロシア当局はウクライナ人児童の親に子どもがロシアの保護を受けていることを知らせていない。また、ロシアに連れ去られた子どもたちの身元に関する情報を一切公開していないため、ウクライナ当局や国際当局が子どもを追跡し、特定することが困難となっている。また、子どもたちの名前が変更される場合もあり、追跡と特定がさらに困難となっている。両親が子どもの居場所を特定することに成功し、ロシア当局に再会を申し込んだ場合でも、当局は親や子を説得したり圧力をかけたりして親子の再会の阻止を試みている。親や法的な保護者が子どもに連絡を取れない場合や親が子どもを引き取りに来れないまたは引き取りを望まない場合には、子どもは自らの意思にかかわらずロシアに強制的に連れ去られている。拉致された子供は親が自分を見捨てたという嘘をロシア当局者から告げられることもある。
サマーキャンプに子供を送った親の中には、直接親が迎えに来なければ子どもを返さないと言われた親もいる。そのような親がウクライナからロシアを旅することは危険で費用が掛かるために困難である（親から委任を受けた親族が子どもを引き取ることはできない）。さらにそのような子どもが低所得の家庭出身であることや、子どもが極東ロシアのマガダン州に送られていることもあるため、子どもたちがウクライナに帰国することがより困難なものとなっている。また、父親が18歳から60歳までの成人男性の徴兵によってウクライナからの出国を禁じられているため、母親がロシアに入って子どもを引き取ることがほとんどである。ただし、サマーキャンプに連れられたごく一部の子どもは、ウクライナ政府の介入により連れ戻されている。キャンプ関係者によれば、イジューム出身の子どもには帰郷がロシアによるイジュームの再占領後であると告げられたり、別の子どもにはウクライナ支持の姿勢を続ける限りは帰郷できないと告げられていることが語られている。

## 経過
ロシアは2014年のウクライナ紛争以来、ウクライナ領内から子供たちを拉致し始めている。2022年2月初頭には、ウクライナによるドネツク州の分離主義者への攻撃から守るためドネツク州の孤児とされる子供たち500人をロシア領内へ「避難」させている。
2022年ロシアのウクライナ侵攻の際、ウクライナからの児童拉致とロシアへの移送について最初に報告されたのは2022年3月中旬のことであった。ロシア児童権利委員のマリア・ルボワ・ベロワは、マリウポリからロシアに移送されたウクライナ人の子どもらが次第にロシアへの愛国心を示すようになったと述べ、彼女自身もウクライナ人の子ども1人を養子に迎えたことを言及している。
2022年3月22日の時点で、アメリカとウクライナの当局は、ロシア軍がドネツク州とルハンスク州から2,300人以上の子供を連れ去ったと主張している。
2022年5月30日、ウラジーミル・プーチンロシア連邦大統領はウクライナ人の孤児や保護者のいないウクライナの児童を養子にしてロシア国籍を与える手続きを合理化する法令に署名した。
2022年5月のラウル・ワレンバーグ人権センターとニュー・ラインズ・インスティテュートの報告によれば、ロシアがジェノサイド条約第二条に反しているという結論を下す合理的な根拠があるとしており、それがウクライナでの児童拉致そのものがジェノサイドであるとしている。
国連によれば、2022年4月11日までにウクライナの子ども750万人のうち3分の2が避難を余儀なくされたとしている。ウクライナの人権委員のリュドミラ・デニソワと国連大使のセルギー・キスリツァは12万人以上の子どもがロシアに拉致されたと述べた。5月26日までにはロシアに連れ去られた子供たちが28万人に上ると報告されている。
ウクライナは2022年6月初旬の欧州安全保障協力機構 (OSCE)においてウクライナの児童拉致問題を提起し、ウクライナのエフヘニー・ツィムバリュOSCE大使は家族がいるにもかかわらずロシアに連れ去られ強制的に養子縁組された少年から少年の叔母にあてた手紙を次のように引用して述べている。
| 「 | 彼ら（ロシア当局者）は僕が孤児だという。しかし、僕は孤児ではなく、あなたや祖父母がいる。私のような境遇の子がここにはたくさんいる。皆ロシアに置いていって欲しくないと言っている。僕もロシアには留まりたくない。 | 」 |

ウクライナ・プラウダによれば、ロシアはマリウポリの孤児267人をロシア国内のロストフ州に連れ去り、ロシア国籍を与えているという。また、ロシア当局が孤児を探し集めてどこかに連れ去ったと報告している。
スカイ・ニュースはロシアのFSB職員が孤児を探しにへルソンの孤児院に入る様子を捉えた2022年6月付の監視カメラの映像を公開した。子供の拉致を恐れて孤児院の職員が子どもたちを隠したが、FSBの職員は記録やコンピュータ、監視カメラ映像を押収し、孤児の追跡を試みた。その後、この孤児院には別の15人の子どもが当局によって収容されたが、ロシアのヘルソン撤退時に子どもたちが連れ去られている。別の孤児院では、ロシア軍が孤児を拉致することに成功したという報告が上がっている。
2022年6月、ロシア連邦の国家防衛管理センター長（当時）のミハイル・ミジンツェフは193万6911人のウクライナ人がロシアに移動し、そのうちの30万7423人が子どもであると述べた。
2022年9月7日、国連当局者は強制移送事業の一環として、ロシア軍がウクライナの子どもたちをロシアに養子縁組を目論んで移送したという信頼できる告発があると報告しており、国連安全保障理事会においてアメリカの使節は6月だけで1,800人以上のウクライナ人児童が連れ去られたと報告している。
こうした子供らの拉致は2022年11月10日のアムネスティ・インターナショナルの報告書「「濾過」の中のウクライナにおけるロシアの違法な強制移送と市民の虐待」で記録されている。その中で、11歳の少年は次のように証言している。
彼らは母親を他のテントに連れて行った。母は尋問されていた...。彼らは僕が母親の元から連れ去られるだろうと言った。僕はショックを受けた...。彼らは母の行先については何も告げなかった。ノボアゾフスクの児童保護サービスの女性がもしかしたら母は解放されるかもしれないと述べた...。だが、母に会えなかった...。それ以来、母からは連絡がない。

## プーチンとルボワ・ベロワへの逮捕状
2023年3月17日、国際刑事裁判所はウクライナの占領地域からロシアへの違法な子どもを含む人口移送の刑事責任を主張してウラジーミル・プーチンとマリア・ルボワ・ベロワの逮捕状を発行した。プーチンとルボワ・ベロワはs:国際刑事裁判所に関するローマ規程の第8条2項(a)(vii)と同項(b)(viii)の規定に該当し、ロシアが移送を恒久的なものとする意図を持っていると判断された。この容疑は終身刑となる可能性があるとされる。ICCが国連安全保障理事会の常任理事国の首脳に対して逮捕状を出したのはこれが初めてのことである。ICC検察官のカリム・カーンは「容疑をかけられた責任者が責任を問われ、子どもたちが家族や地域社会に戻されることが保証されなければならない。子どもが戦争の戦利品のように扱われることは赦されない」と述べている。

## 特集番組
- NHKスペシャル『ウクライナ 引き裂かれた子どもたち』（2023年6月17日放送、NHK総合テレビ）[45]